# Cratere Wiechert
Wiechert è un cratere lunare di 40,82 km situato nella parte sud-occidentale della faccia nascosta della Luna.